# Menophra serrata
Menophra serrata là một loài bướm đêm trong họ Geometridae.